# 西岡八幡宮
西岡八幡宮（にしおかはちまんぐう）は、北海道札幌市豊平区西岡4条8-293にある八幡宮である。
この神社は、1890年（明治23年）に八幡神を祀ったのに始まるとされる。
例祭は毎年9月15日に行われる。

## 祭神
- 応神天皇
- 神功皇后
- 比売大神

## 碑
開拓記念碑
1906年（明治39年）6月建立。神社裏手の月寒川から重さ1.5トンに及ぶ石を50人がかりで引き上げて台座にしたと言われる。
この年には神社合祀の勅令が出されており、統廃合の対象となった当社を存続させるため、三吉神社と兼務していた佐藤宮司が、政府の重要政策課題であった北海道の開拓を祭祀の対象としたと伝えられる。
「至誠奉公」碑
1928年（昭和3年）建立。昭和天皇御大典記念。
西岡開基七十年記念碑
1958年（昭和33年）建立。
西岡拓魂之碑
1988年（昭和63年）建立。開基100年記念。

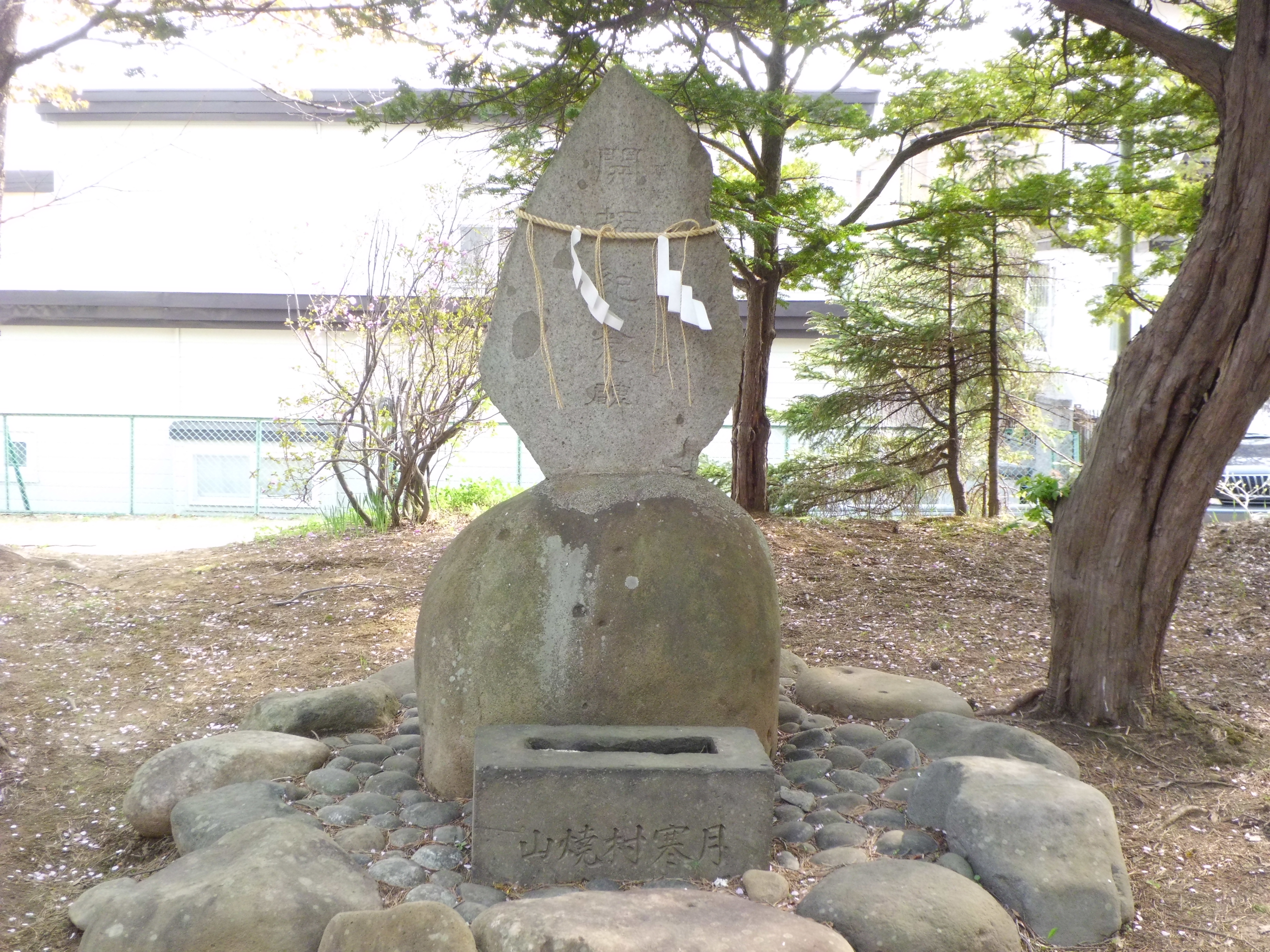
開拓記念碑
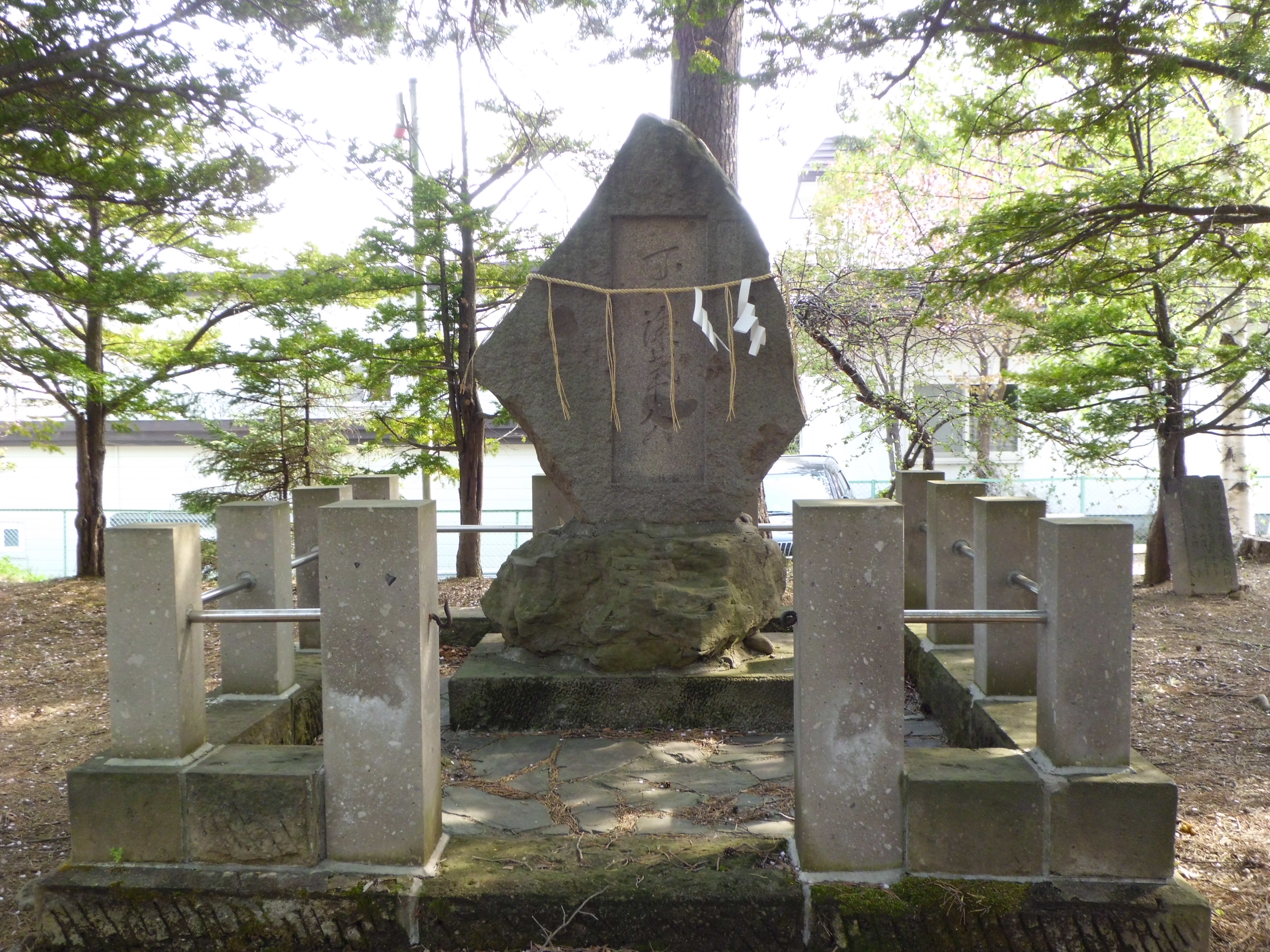
「至誠奉公」碑
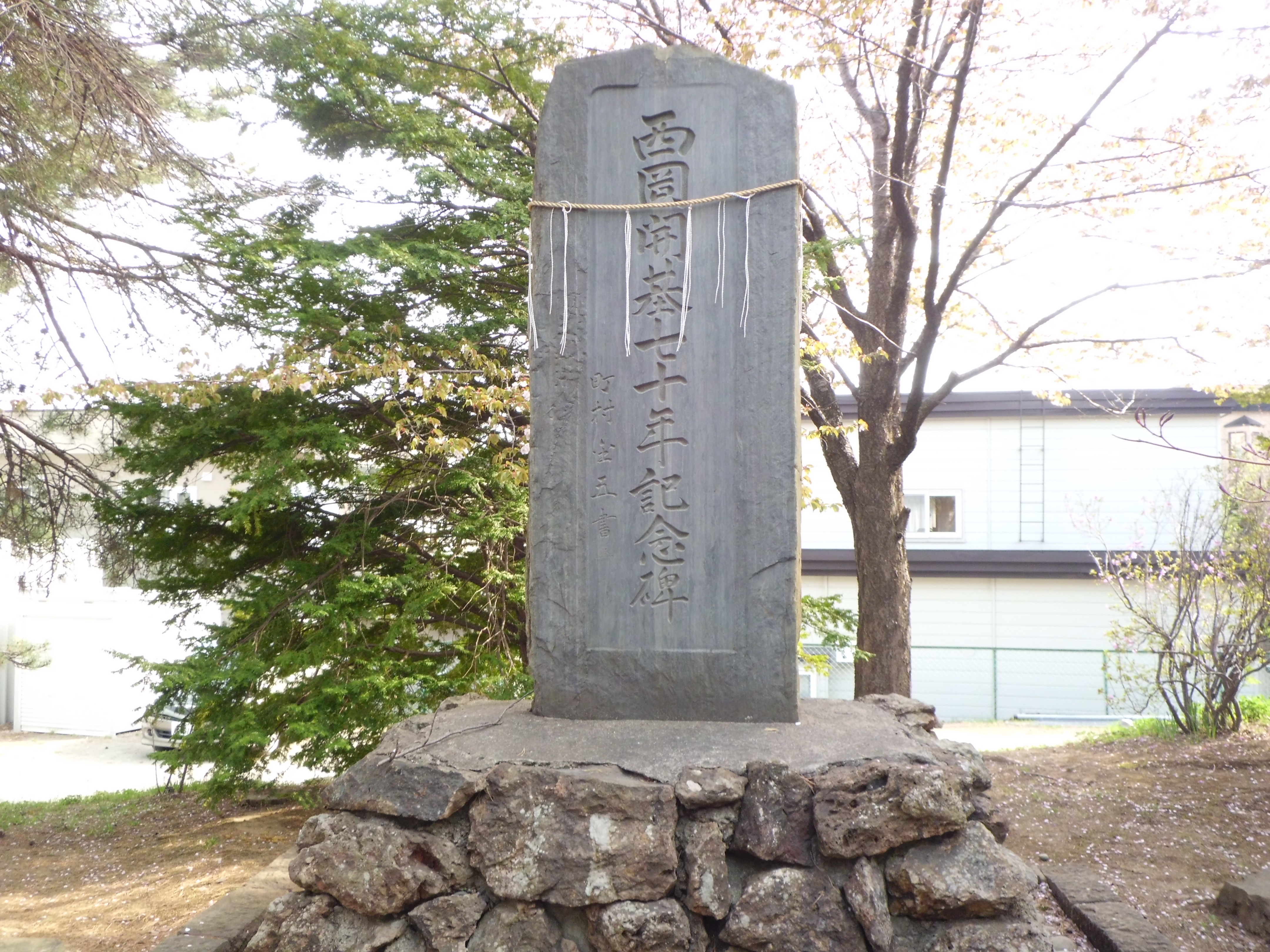
西岡開基七十年記念碑
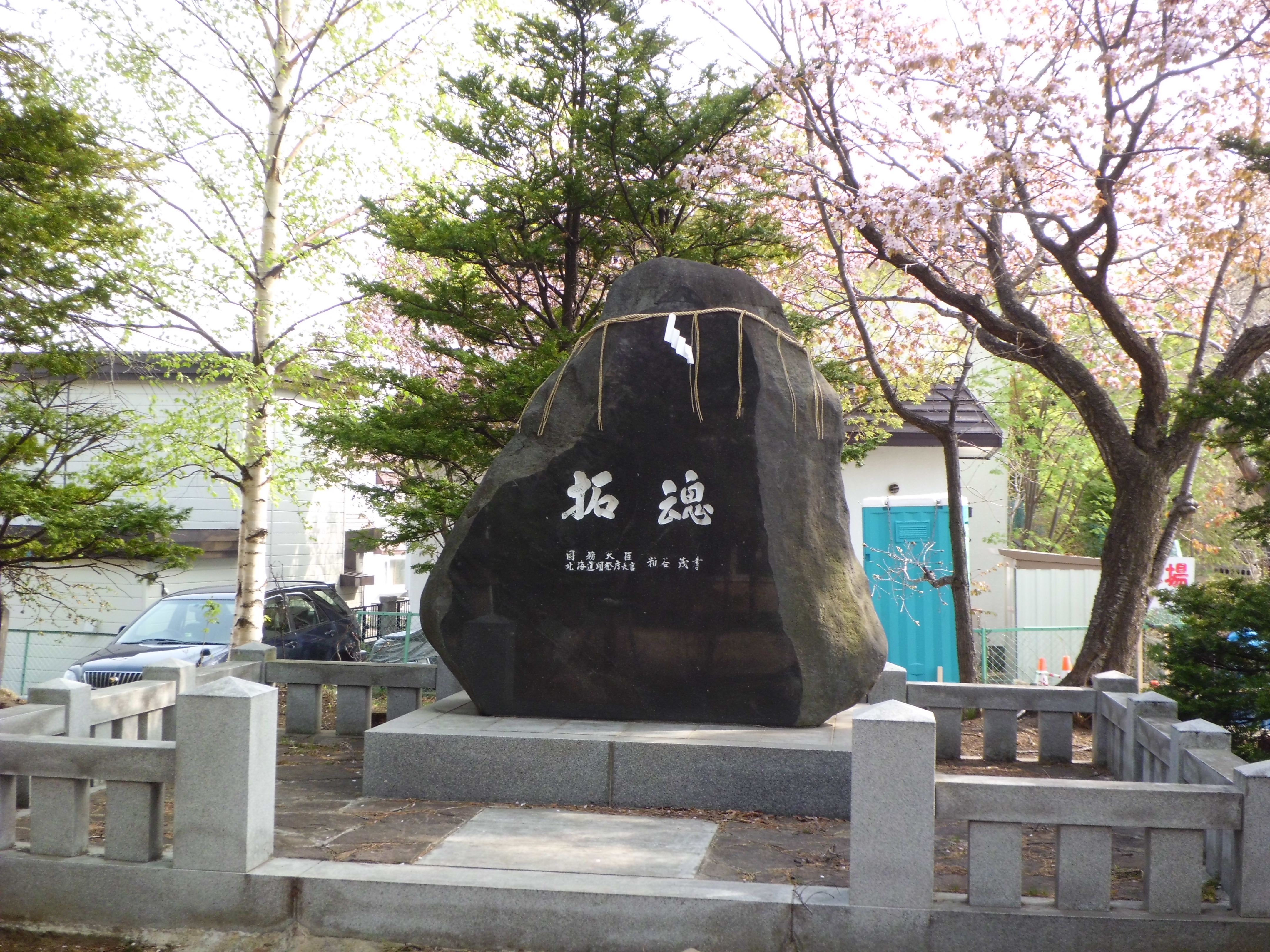
「拓魂」碑
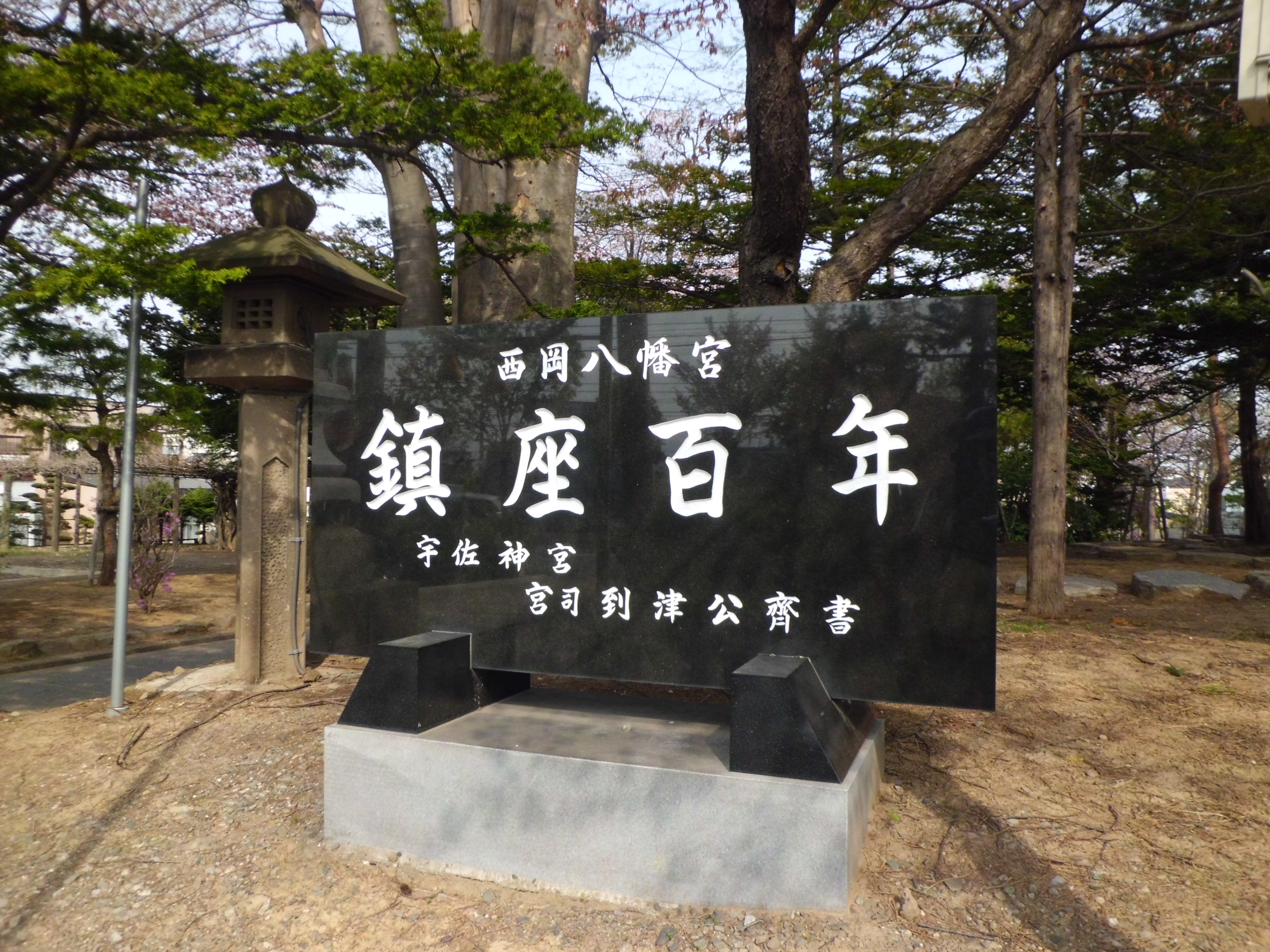
「鎮座百年」碑